# Béré
Béré este un oraș din departamentul Tandjilé Ouest, Ciad. În 2012 avea 14.666 de locuitori.